# Питър Харис
Питър Харис (на английски: Peter Harris) е американски писател на произведения в жанра исторически трилър. Според някои източници името може да е псевдоним на испанския историк и писател Хосе Калво Поято.

## Биография и творчество
Питър Харис е роден през 1951 г. в Сан Антонио, Калифорния, САЩ. Като младеж се увлича по историческите загадки и криптографските системи. Следва археология и социология в Калифорнийския университет в Лос Анджелис. Като студент получава стипендия да учи във Венеция, която после става фон на неговите произведения.
След дипломирането си работи като преводач и изследовател на архивите на Ватикана и прекарва доста време в Италия. Прави и археологически проечвания в Египет и Европа.
Първият му трилър „Забранен акорд“ е издаден през 2005 г.
Питър Харис живее в Коста дел Сол.

## Произведения
- El enigma Vivaldi (2005)
Забранен акорд, изд.: ИК „ЕРА“, София (2008), прев. Мариана Китипова
- La conspiración del templo (2006)
- El Círculo Octogonus (2007)
- La Serpiente Roja (2008)
- El Secreto del Peregrino (2010)
- El mensajero del Apocalipsis (2012)
- El pintor maldito (2013)
- Operación Félix (2014)